# Alpine Ski-Juniorenweltmeisterschaften 2013
Die 32. Alpinen Ski-Juniorenweltmeisterschaften fanden vom 21. bis 26. Februar 2013 in der kanadischen Provinz Québec statt. Austragungsorte waren Le Massif de Charlevoix (Abfahrt, Super-G) und Mont Sainte-Anne (Riesenslalom, Slalom).
Das Alterslimit wurde um ein Jahr erhöht, sodass der JG 1992 noch einmal startberechtigt war.

## Herren

### Abfahrt
| Platz | Land | Sportler                | Zeit (min) |
| ----- | ---- | ----------------------- | ---------- |
| 1     | SUI  | Nils Mani               | 1:30,95    |
| 2     | AUT  | Thomas Mayrpeter        | 1:31,14    |
| 3     | FRA  | Valentin Giraud Moine   | 1:31,34    |
| 4     | NOR  | Aleksander Aamodt Kilde | 1:32,17    |
| 5     | SUI  | Bernhard Niederberger   | 1:32,23    |
| 6     | SUI  | Ralph Weber             | 1:32,39    |

Datum: 22. Februar
Ort: Le Massif

### Super-G
| Platz | Land | Sportler                 | Zeit (s) |
| ----- | ---- | ------------------------ | -------- |
| 1     | AUT  | Thomas Mayrpeter         | 58,49    |
| 2     | SUI  | Nils Mani                | 58,57    |
| 3     | NOR  | Adrian Smiseth Sejersted | 58,90    |
| 4     | AUT  | Niklas Köck              | 58,94    |
| 5     | AUT  | Johannes Strolz          | 59,05    |
| 5     | AUT  | Mario Karelly            | 59,05    |

Datum: 23. Februar
Ort: Le Massif

### Riesenslalom
| Platz | Land | Sportler                | Zeit (min) |
| ----- | ---- | ----------------------- | ---------- |
| 1     | NOR  | Aleksander Aamodt Kilde | 2:20,75    |
| 2     | ITA  | Alex Zingerle           | 2:21,23    |
| 3     | SLO  | Žan Kranjec             | 2:21,50    |
| 4     | NOR  | Henrik Kristoffersen    | 2:21,69    |
| 5     | AUT  | Daniel Meier            | 2:22,10    |
| 6     | FRA  | Valentin Giraud Moine   | 2:22,12    |

Datum: 25. Februar
Ort: Mont Sainte-Anne

### Slalom
| Platz | Land | Sportler             | Zeit (min) |
| ----- | ---- | -------------------- | ---------- |
| 1     | AUT  | Manuel Feller        | 1:59,40    |
| 2     | SUI  | Ramon Zenhäusern     | 2:00,16    |
| 3     | FIN  | Santeri Paloniemi    | 2:00,57    |
| 4     | SUI  | Luca Aerni           | 2:00,60    |
| 5     | NOR  | Henrik Kristoffersen | 2:00,73    |
| 6     | SUI  | Reto Schmidiger      | 2:01,76    |

Datum: 26. Februar
Ort: Mont Sainte-Anne

### Kombination
| Platz | Land | Sportler             |
| ----- | ---- | -------------------- |
| 1     | NOR  | Henrik Kristoffersen |
| 2     | SUI  | Gino Caviezel        |
| 3     | NOR  | Endre Bjertness      |
| 4     | AUT  | Johannes Strolz      |
| 5     | ITA  | Alex Zingerle        |
| 6     | RUS  | Pawel Trichitschew   |

Die Kombination bestand aus der Addition der Ergebnisse aus Abfahrt, Riesenslalom und Slalom.

## Damen

### Abfahrt
| Platz | Land | Sportlerin            | Zeit (min) |
| ----- | ---- | --------------------- | ---------- |
| 1     | FRA  | Jennifer Piot         | 1:11,18    |
| 2     | AUT  | Stephanie Venier      | 1:11,22    |
| 3     | FRA  | Romane Miradoli       | 1:11,42    |
| 4     | SUI  | Jasmine Flury         | 1:11,50    |
| 5     | NOR  | Maria Therese Tviberg | 1:11,56    |
| 6     | ITA  | Marta Bassino         | 1:11,65    |

Datum: 26. Februar
Ort: Le Massif

### Super-G
| Platz | Land | Sportlerin          | Zeit (min) |
| ----- | ---- | ------------------- | ---------- |
| 1     | AUT  | Stephanie Venier    | 1:00,89    |
| 2     | SUI  | Corinne Suter       | 1:01,69    |
| 3     | AUT  | Rosina Schneeberger | 1:01,80    |
| 4     | FRA  | Romane Miradoli     | 1:01,93    |
| 5     | NOR  | Ragnhild Mowinckel  | 1:02,07    |
| 6     | USA  | Katie Ryan          | 1:02,14    |

Datum: 24. Februar
Ort: Le Massif

### Riesenslalom
| Platz | Land | Sportlerin              | Zeit (min) |
| ----- | ---- | ----------------------- | ---------- |
| 1     | AUT  | Lisa-Maria Zeller       | 2:22,23    |
| 2     | NOR  | Ragnhild Mowinckel      | 2:22,37    |
| 3     | FRA  | Romane Miradoli         | 2:22,85    |
| 4     | FRA  | Adeline Baud            | 2:23,13    |
| 5     | POL  | Maryna Gąsienica-Daniel | 2:23,53    |
| 6     | SUI  | Jasmina Suter           | 2:23,67    |

Datum: 22. Februar
Ort: Mont Sainte-Anne

### Slalom
| Platz | Land | Sportlerin           | Zeit (min) |
| ----- | ---- | -------------------- | ---------- |
| 1     | SWE  | Magdalena Fjällström | 1:52,10    |
| 2     | SUI  | Michelle Gisin       | 1:52,54    |
| 3     | FRA  | Adeline Baud         | 1:52,64    |
| 4     | SVK  | Petra Vlhová         | 1:52,86    |
| 5     | SWE  | Nathalie Eklund      | 1:52,91    |
| 6     | GER  | Andrea Filser        | 1:53,10    |

Datum: 21. Februar
Ort: Mont Sainte-Anne

### Kombination
| Platz | Land | Sportlerin            |
| ----- | ---- | --------------------- |
| 1     | NOR  | Ragnhild Mowinckel    |
| 2     | NOR  | Maria Therese Tviberg |
| 3     | FRA  | Adeline Baud          |
| 4     | SWE  | Magdalena Fjällström  |
| 5     | GER  | Andrea Filser         |
| 6     | AUT  | Rosina Schneeberger   |

Die Kombination bestand aus der Addition der Ergebnisse aus Abfahrt, Riesenslalom und Slalom.

## Mannschaftswettbewerb
| Platz | Land | Sportler                                                                 |
| ----- | ---- | ------------------------------------------------------------------------ |
| 1     | SWE  | Nathalie Eklund Charlotta Säfvenberg Max Gordon Sundquist Daniel Steding |
| 2     | SUI  | Wendy Holdener Rahel Kopp Luca Aerni Bernhard Niederberger               |
| 3     | CAN  | Tianda Carroll Mikaela Tommy Trevor Philp Ford Swette                    |

Datum: 23. Februar
Ort: Mont Sainte-Anne

## Medaillenspiegel
| Platz | Land       | Gold | Silber | Bronze | Gesamt |
| ----- | ---------- | ---- | ------ | ------ | ------ |
| 1     | Österreich | 4    | 2      | 1      | 7      |
| 2     | Norwegen   | 3    | 2      | 2      | 7      |
| 3     | Schweden   | 2    | –      | –      | 2      |
| 4     | Schweiz    | 1    | 6      | –      | 7      |
| 5     | Frankreich | 1    | –      | 5      | 6      |
| 6     | Italien    | –    | 1      | –      | 1      |
| 7     | Kanada     | –    | –      | 1      | 1      |
| 7     | Slowenien  | –    | –      | 1      | 1      |
| 7     | Finnland   | –    | –      | 1      | 1      |